# Mary Jane Richardson Jones
Pour les articles homonymes, voir Richardson et Jones.
Mary Jane Richardson Jones (1819-1910) est une afro-américaine, abolitionniste, militante pour le droit de vote des femmes et impliquée dans le Chemin de fer clandestin. Elle est une des figures de proue de la communauté afro-américaine de Chicago et une citoyenne qui a marqué la ville.

## Biographie

### Jeunesse et formation
Née Mary Jane Richardson à Memphis, Tennessee, Jones est issue d'une famille noire libre, fille d'un forgeron nommé Elijah Richardson,. Dans les années 1830, elle déménage avec sa famille à Alton dans le comté de Madison, dans l'Illinois. Adolescente, elle vit les émeutes entourant le meurtre du journaliste anti-esclavagiste et militant Elijah Parish Lovejoy à Alton. Les funérailles de Lovejoy se déroulent près de la maison de son père, un événement dont elle se souvient « vivement » des années plus tard.
En 1844, elle épouse John Jones, un Noir libre originaire de Caroline du Nord qu'elle a rencontré pour la première fois au Tennessee et qui a déménagé à Alton pour la courtiser,. Le jeune couple déménage à Chicago en 1845, huit ans seulement après l'incorporation de la ville. Sur le chemin, ils sont soupçonnés d'être des esclaves en fuite et détenus, mais sont libérés sur recours du conducteur de la diligence.

### Militantisme à Chicago
Une fois à Chicago, les Jones, avec leur fille Lavinia, deviennent membres d'une petite communauté d'Afro-Américains, qui ne comptait que 140 personnes à leur arrivée. Avec trois autres femmes, Jones devient dirigeante de l'Église épiscopale méthodiste africaine, basée à la chapelle de Quinn, et la transforme en une étape très fréquentée du chemin de fer clandestin,,.

Alors que l'entreprise de couture de son mari prospère et qu'il obtient un succès politique, Jones gère la maison familiale du 119 Dearborn Street en tant que centre d'activisme noir et de résistance aux Codes noirs et à d'autres lois restrictives comme le Fugitive Slave Act,. Parmi leurs amis figurent d'éminents abolitionnistes tels que Frederick Douglass et John Brown. Brown et ses associés, décrits par Jones comme « les hommes les plus rudes que j'aie jamais vus », s'arrêtent un temps avec les Jones dans leur route vers l'est et leur futur raid à Harpers Ferry. Jones fournit des vêtements neufs aux radicaux, y compris, comme elle l'a rappelé dans ses mémoires, la tenue que Brown portait lorsqu'il a été pendu six mois plus tard.

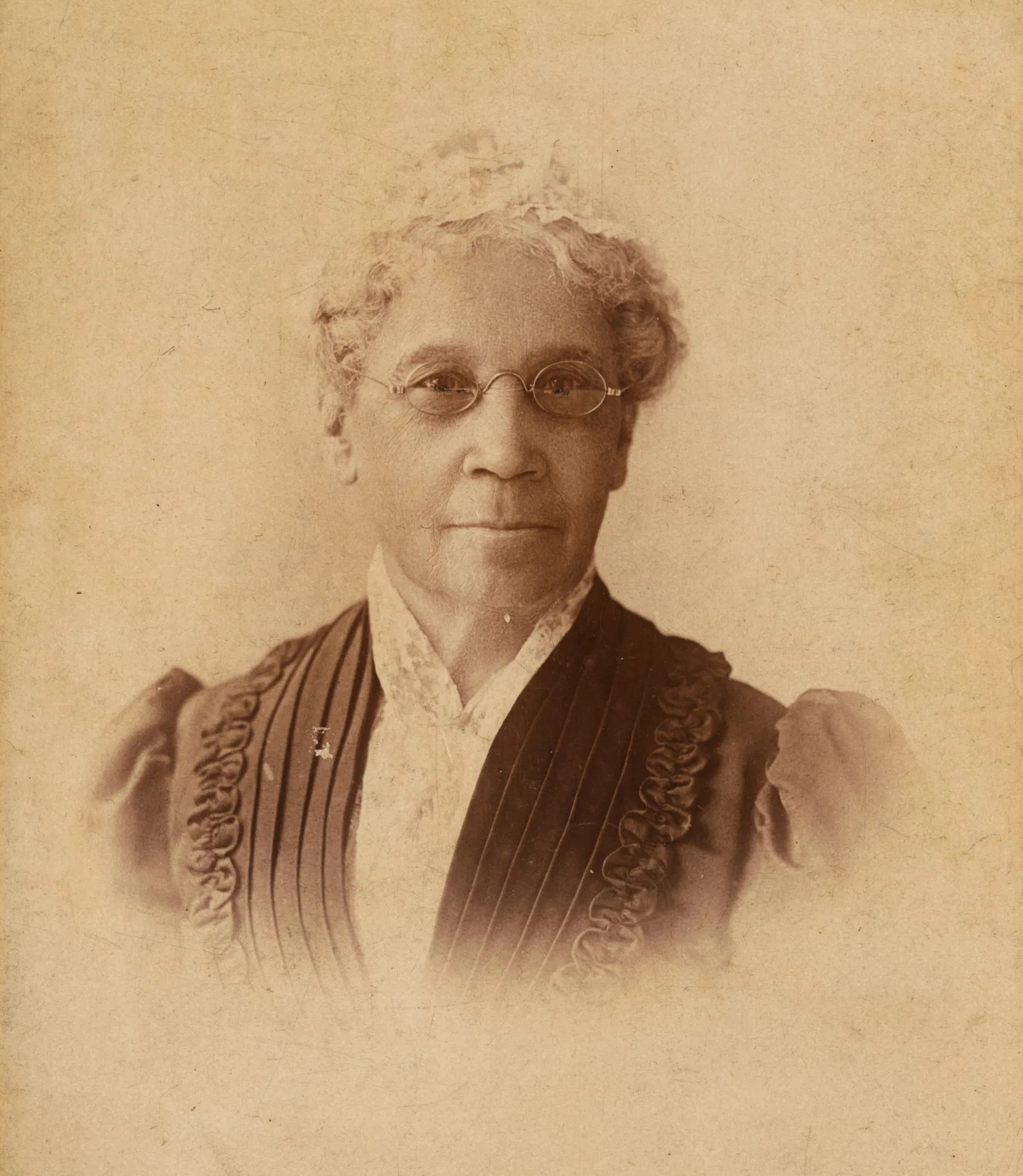
Carte cabinet de Jones prise en 1883.

Avec son mari, Jones aide des centaines d'esclaves à fuir vers le nord, au Canada, à une époque où de telles actions sont illégales, montant la garde à la porte lors de réunions d'abolitionnistes. Écrivant en 1905, leur fille Lavinia Jones Lee rappelle que sa mère chargeait personnellement des fugitifs dans des trains en direction du nord dans une gare de Sherman Street pendant que des chasseurs d'esclaves regardaient, tenus à l'écart par une foule anti-esclavagiste agitée. Jones garde une trace de ceux qu'elle a aidé, écrivant des lettres à de nombreux anciens fugitifs et formant un réseau d'entraide centré sur elle et son mari.
Lorsque la Guerre de Sécession démarre en 1861, Jones se met à recruter pour les Troupes de couleur des États-Unis. Avec d'autres militants comme Sattira Douglas (en), elle dirige également la fondation de la Chicago Coloured Ladies Freeman's Aid Society (en), laquelle fournit une aide directe aux anciens esclaves ainsi qu'un forum pour l'action politique.

### Vie ultérieure
Après la mort de son mari en 1879, Jones devient indépendamment riche et consacre sa fortune à l'activisme politique,,. La succession de son mari est évaluée à plus de 70 000 $ de l'époque ; il était l'un des hommes les plus riches de la ville,. Elle contribue de manière significative à Hull House, au Phillis Wheatley Club (en) à Chicago et au Provident Hospital (en). 
S'installant dans la 29e Rue, sa nouvelle demeure majestueuse reflète son « statut économique et sa notoriété sociale » dans la ville, selon l'historien Christopher Robert Reed (en). Jones est considéré comme la personnalité la plus importante de la communauté afro-américaine de la « vieille garde », celle qui est arrivée dans la ville avant le Grand incendie de Chicago de 1871. L'historienne Wanda A. Hendricks la décrit comme une riche « matriarche aristocratique, présidant l'élite noire [de la ville] pendant deux décennies ».
En tant que suffragette noire éminente, Jones accueille chez elle pour des réunions des militantes telles que Susan B. Anthony ou Carrie Chapman Catt,.

### Vie personnelle
Elle meurt en 1910 et est enterrée aux côtés de son mari au cimetière de Graceland sous une pierre tombale portant l'inscription « Grandma Jonesie »,. 